# Zhu Yi-long
Zhu Yilong (chino simplificado: 朱一龙) es un actor chino.

## Biografía
Se entrenó en la Academia de Cine de Pekín (en inglés: "Beijing Film Academy") de donde se graduó en el 2010.

## Carrera
Es miembro de la agencia "Zhu Yilong Studio", previamente formó parte de la agencia "Oriental Feiyun".
En 2015 se unió al elenco recurrente de la serie The Legend of Mi Yue donde dio vida a Ying Ji, quien más tarde se convierte en el Rey Zhaoxiang de Qin.
En el 2016 se unió al elenco de la serie The Shaw Eleven Lang donde interpretó a Lian Chengbi, un gran artista marcial proveniente de una familia prominente.
Ese mismo año se unió al elenco principal de la serie Border Town Prodigal donde dio vida a Fu Hongxue, un hombre que abandona su hogar para investigar la muerte de su padre adoptivo y en el proceso termina enamorándose de Ma Fang Ling (Zhang Xinyu), la hija del responsable.
En 2017 se unió al elenco principal de la serie Royal Sister Returns donde interpretó a He Kaixin, el hermano menor de He Yikun.
El 13 de junio del 2018 se unió al elenco principal de la serie web Guardian donde dio vida a Shen Wei, "Black Robe Envoy", un profesor de biología de la Universidad Dragon City, que luego se convierte en consultor del Departamento de Investigación Especial y a Ye Zun, el hermano gemelo de Wei y antagonista, hasta el final de la serie el 25 de julio del mismo año.
Ese mismo año se unió a la serie Granting You a Dreamlike Life donde dio vida a Luo Fusheng, el hijo de un líder de la triada durante la década de 1930, a Cheng Musheng y a Luo Qingeng.
El 25 de diciembre del mismo año se unió al elenco principal de la serie The Story of Minglan donde interpretó a Qi Heng, el único hijo del duque de Qi (Liu Pizhong) y la Princesa de Pingning (Chen Jin), un hombre noble, amable y de alma sincera.
El 15 de julio del 2020 se unió al elenco principal de la serie The Lost Tomb 3 (también conocida como "Reunion: The Sound of the Providence") donde da vida a Wu Xie, el líder espiritual del Iron Triangle, que nación en una familia de ladrones de tumbas, hasta ahora. Yilong es el quinto actor en dar vida a Wu Xie, previamente interpretado por los actores Li Yifeng, Luhan, Qin Hao y Hou Minghao.
En mayo del mismo año se unió al elenco principal de la serie My True Friend donde interpretó al famoso diseñador de interiores Jing Ran.
A finales de diciembre del mismo año se reveló su figura de cera en el Madame Tussauds de Shanghai.
El 7 de septiembre del mismo año se unirá al elenco principal de la serie To Dear Self (亲爱的自己, también conocida como "To Dear Myself") donde dará vida a Chen Yiming.

## Filmografía

### Series de televisión
| Año             | Título                                                               | Personaje                                 | Notas         |
| --------------- | -------------------------------------------------------------------- | ----------------------------------------- | ------------- |
| 2021 - presente | The Rebel (叛逆者)                                                   | Lin Nansheng                              | [ 10 ] [ 11 ] |
| 2021 - presente | The Rhapsody of a Summer Dream (夏梦狂诗曲)                          | Ke Ze                                     |               |
| 2020            | The Lost Tomb 3: Reunion: The Sound of the Providence (盗墓笔记重启) | Wu Xie                                    | 62 episodios  |
| 2020            | To Dear Myself (亲爱的自己)                                          | Chen Yiming                               | 48 episodios  |
| 2020            | Wrinkle, Women, Wonderful?                                           | -                                         | 4 episodios   |
| 2019            | My True Friend (我的真朋友)                                          | Jing Ran                                  | 48 episodios  |
| 2019            | Skynet Action (天网行动)                                             | Pang Jia                                  | 30 episodios  |
| 2018            | The Story of Minglan (知否？知否？应是绿肥红瘦)                      | Qi Heng                                   |               |
| 2018            | Granting You a Dreamlike Life (许你浮生若梦)                         | Luo Fusheng / Cheng Musheng / Luo Qingeng | 40 episodios  |
| 2018            | Guardian (镇魂)                                                      | Shen Wei / Black Robe Envoy / Ye Zun      | 40 episodios  |
| 2017            | As Flowers Fade and Fly Across the Sky (花谢花飞花满天)              | Hua Wuxie                                 | 66 episodios  |
| 2017            | Royal Sister Returns (御姐归来)                                      | He Kaixin                                 | 36 episodios  |
| 2016            | Border Town Prodigal (边城浪子)                                      | Fu Hongxue                                | 50 episodios  |
| 2016            | My Love to Tell You (我的爱对你说)                                   | Fan Wei                                   |               |
| 2016            | The Shaw Eleven Lang (新萧十一郎)                                    | Lian Chengbi                              | 45 episodios  |
| 2015            | The Legend of Mi Yue (芈月传)                                        | Ying Ji                                   |               |
| 2014            | Love for Three Lifetimes (情定三生)                                  | Chi Rui                                   | 40 episodios  |
| 2014            | Jia Yan (家宴)                                                       | Feng Dou Zi                               |               |
| 2013            | 大明嫔妃                                                             | Zhu Changxun                              |               |
| 2013            | 怪医文三块                                                           | Hai Dongshen                              |               |
| 2012            | Fanjingshan Story (风雨梵净山                                        | Sun Rubo                                  |               |
| 2012            | Wang Ming Yang (王阳明)                                              | Zhu Houzhao                               |               |

### Películas
| Año  | Película                                 | Personaje         | Notas                                                                              |
| ---- | ---------------------------------------- | ----------------- | ---------------------------------------------------------------------------------- |
| 2021 | 1921                                     | Zhou Enlai        | junto a Huang Xuan, Han Dongjun, Zhang Yunlong, Shawn Dou, Liu Haoran y Karry Wang |
| 2020 | Wrinkle, Women, Wonderful?               | -                 | (corto) - junto a Song Yi, Chen Shu y Lan Yingying                                 |
| 2019 | My People, My Country                    | Xue Xiaolu        | junto a Du Jiang, Wang Daotie, Wang Luoyong, Kara Hui y Simon Yam                  |
| 2019 | The Youthful China in the Headlines      | -                 | (corto) - junto a Wan Qian, Bai Jingting, Dong Zijian, Zhou Dongyu y Chen Xingxu   |
| 2019 | Big Shots                                | Artista Creativo  | (corto de GQ China)                                                                |
| 2017 | Eternal Wave (密战)                      | Cen Zimo          | junto a Zhao Liying, Hans Zhang y Aaron Kwok                                       |
| 2017 | Yang and His Summer (胡杨的夏天)         | Zhu Shimao        |                                                                                    |
| 2017 | Hu Yang De Xia Tian                      | Hu Yang           | junto a Ruijia Jiang                                                               |
| 2016 | The Nursery 3D (育婴室3D)                | Meng Shao Hui     | junto a Peechaya Wattanamontree, Jill Hsu y Qing'an Ren                            |
| 2013 | Love Retake (爱情不NG)                   | Yan Jige          |                                                                                    |
| 2012 | 杀机四伏                                 | Tan Wei           |                                                                                    |
| 2012 | 偷窥者                                   | Jiang Xinbai      |                                                                                    |
| 2012 | 战地情天                                 | Jin Feiyu         |                                                                                    |
| 2011 | 猎野人                                   | Ye Ren            |                                                                                    |
| 2011 | Legend of the Daming Palace (大明宫传奇) | General Junshi    |                                                                                    |
| 2011 | The Gates of Hell (鬼门关)               | Gong Tiexin       |                                                                                    |
| 2011 | 绅士大盗                                 | Wu Xundong        |                                                                                    |
| 2011 | Duo Er War (朵儿的战争)                  | Mai He            |                                                                                    |
| 2011 | The White Fox Spirit (白狐仙)            | Yu Yihong         |                                                                                    |
| 2011 | Ci Fei (爱刺妃)                          | Ye Fan            |                                                                                    |
| 2011 | Cinderella (灰姑娘)                      | Luo Huaifeng      |                                                                                    |
| 2011 | 绝密使命                                 | Jin Tiexin        |                                                                                    |
| 2010 | 深闺疑云                                 | He Tianyu         |                                                                                    |
| 2010 | Terror Eyes (胭脂劫)                     | Ye Cang           |                                                                                    |
| 2010 | 错嫁                                     | Shen Fang         |                                                                                    |
| 2010 | Da Ming Pin Fei Series (大明嫔妃系列)    | Zhu Changxun      |                                                                                    |
| 2010 | 宝藏寻踪                                 | Shangguan Yunfeng |                                                                                    |
| 2010 | 鼓乐青春                                 | Lin Feng          |                                                                                    |
| 2009 | 血玉咒                                   | Zhou Yubai        |                                                                                    |
| 2009 | 血色深宅                                 | Xue Zimei         |                                                                                    |
| 2009 | 抢来的新娘                               | Xiao Ziwei        |                                                                                    |
| 2009 | 再生缘                                   | Ruan Ying         |                                                                                    |
| 2008 | 夜郎                                     | Yang Zhong        |                                                                                    |

### Apariciones en programas
| Año  | Programa                 | Notas                |
| ---- | ------------------------ | -------------------- |
| 2018 | Happy Camp               | invitado             |
| 2018 | PhantaCity               | (ep. #10) - invitado |
| 2015 | Run for Time: Season One | invitado             |

### Documental
| Año  | Título                               | Notas   |
| ---- | ------------------------------------ | ------- |
| 2019 | League of Legends World Championship | (corto) |

### Revistas / sesiones fotográficas
| Año  | Título                                   | Notas                      |
| ---- | ---------------------------------------- | -------------------------- |
| 2020 | Vogue Film Autumn/Winter Issue           | junto a Li Bingbing        |
| 2020 | T Magazine China                         | (publicación de mayo)      |
| 2020 | Condé Nast Traveler China                | (publicación de mayo)      |
| 2020 | China Profiles 中华儿女                  | (publicación #7)           |
| 2020 | ELLE China - WWF                         | (publicación de abril)     |
| 2019 | Grazia China                             | (publicación #437)         |
| 2019 | Bazaar Men China                         | (publicación de noviembre) |
| 2019 | Thermos                                  |                            |
| 2019 | L’Officiel Hommes China                  | (publicación de octubre)   |
| 2019 | Conde Nast Traveler China                | (publicación de octubre)   |
| 2019 | Namibia for Condé Nast Traveler China    | (publicación de octubre)   |
| 2019 | GQ China                                 | (tema: "All Eyes On You")  |
| 2019 | The New York Times Travel Magazine China |                            |
| 2018 | Harper's Bazaar                          | junto a Bai Yu             |

### Anuncios/Endorsos
| Año        | Marca                              | Notas                         |
| ---------- | ---------------------------------- | ----------------------------- |
| 2020       | Tom Ford Fragrances                |                               |
| 2020       | L’Occitane                         |                               |
| 2020       | L’Oréal Paris                      |                               |
| 2020       | ReFa                               |                               |
| 2020       | L’Occitane Cherry - Blossom Series |                               |
| 2019, 2020 | KFC China                          |                               |
| 2019       | Coca-Cola                          | Portavoz de la marca en China |
| 2019       | Tom Ford Fragrances                |                               |

### Eventos
| Año  | Título                                                                          | Notas |
| ---- | ------------------------------------------------------------------------------- | ----- |
| 2020 | CCTV Spring Festival Gala 2020                                                  |       |
| 2020 | 2019 China Literature Super IP Gala                                             |       |
| 2019 | Dongfang/Dragon TV - New Year’s Eve Gala (Dragon TV New Year Countdown Concert) |       |
| 2019 | CCTV's 70th Anniversary of the PRC Film Recommendation Special Program          |       |

## Embajador
| Año  | Marca                     | Notas                                 |
| ---- | ------------------------- | ------------------------------------- |
| 2020 | ReFa                      | (Portavoz de la región Asia-Pacífico) |
| 2019 | WWF (World Wildlife Fund) | (Embajador Global)                    |
| 2019 | Tom Ford Fragrances       | (Embajador de la Región de China)     |

## Discografía

### Singles
| Año  | Canción                                      | Álbum                                                      | Notas                                            |
| ---- | -------------------------------------------- | ---------------------------------------------------------- | ------------------------------------------------ |
| 2020 | Hello 2020                                   | Interpretación durante el "CCTV Spring Festival Gala 2020" | junto a Li Qin, Zhou Dongyu, Li Xian y Ma Sichun |
| 2019 | My Motherland and I                          | Promocional para la película "My People My Country"        | -                                                |
| 2018 | Where Dreams Begin (梦开始的地方)            | Canción Benéfica para la Campaña de "人人都是志愿者"       |                                                  |
| 2018 | Granting You a Dreamlike Life (许你浮生若梦) | OST de "Granting You a Dreamlike Life"                     | junto a An Yuexi                                 |
| 2018 | Earth Star Meets Heaven Star (地星撞海星)    | -                                                          | junto a Bai Yu                                   |
| 2018 | Time Flies (时间飞行)                        | OST de "Guardian"                                          | junto a Bai Yu                                   |
| 2017 | Crazy Love (疯狂的爱)                        | OST de "Royal Sister Returns"                              |                                                  |
| 2016 | I Will Wait (我会等)                         | OST de "The Nursery"                                       |                                                  |
| 2014 | Fixed Star (恒星)                            | OST de "Love Three Lives"                                  |                                                  |

## Apoyo a beneficencia
En el 2019 participó en el décimo aniversario de GQ China modelando la camisa diseñada por él mismo para caridad.

## Premios y nominaciones
| Año  | Categoría                                     | Premio                                             | Trabajo              | Resultado |
| ---- | --------------------------------------------- | -------------------------------------------------- | -------------------- | --------- |
| 2019 | Best Actor                                    | The Actors of China Awards Ceremony                | -                    | Ganó      |
| 2019 | Goodwill Ambassador                           | GQ 2019 Men of the Year                            | -                    | Ganó      |
| 2019 | Most Popular Actor                            | 4th Golden Spider Academic Award                   | Guardian             | Ganó      |
| 2019 | Best Actor                                    | 4th Golden Spider Academic Award                   | Guardian             | Ganó      |
| 2019 | Best Supporting Actor                         | Magnolia Award - 25th Shanghai Television Festival | The Story of Minglan | Nominado  |
| 2019 | Sina Weibo Most Talked About Celebrity Online | 4th China Quality Television Drama Ceremony        | -                    | Ganó      |
| 2019 | Most Influential Actor                        | Powerstar Award Ceremony                           | -                    | Ganó      |
| 2019 | Weibo God Award                               | Weibo Awards Ceremony                              | -                    | Ganó      |
| 2018 | Charismatic Young Actor                       | 10th China TV Drama Award                          | Guardian             | Ganó      |
| 2018 | Most Promising Actor                          | 15th Esquire Man At His Best Award                 | -                    | Ganó      |
| 2018 | Male Lead of the Year                         | 4th TV Drama South Awarding Ceremony               | -                    | Ganó      |
| 2018 | Popularity Award                              | Weibo Movie Awards Ceremony                        | -                    | Ganó      |
| 2017 | Best Supporting Actor                         | TV Drama South Awarding Ceremony                   | Treasure Raider      | Ganó      |
| 2015 | Most Promising Actor                          | Asian Influence Awards Oriental Ceremony           | Love Three Lives     | Ganó      |